# Tungnafellsjökull
Il Tungnafellsjökull è un vulcano e un ghiacciaio in Islanda. Ha un'altezza di 1535 metri ed è situato a nord-ovest del più esteso ghiacciaio Vatnajökull.
Il picco più alto prende il nome di Háhyrna e si trova sul lato ovest della montagna. Da questa cima si ha una buona visuale su Vonarskarð e Sprengisandur.